# Sam Mulipola
Sam Baby Mulipola (26 novembre 1981) è un ex calciatore samoano americano, di ruolo centrocampista.

## Carriera

### Nazionale
Era titolare nella partita Australia-Samoa Americane 31-0.